# لک‌لک خاوری
لک‌لک خاوری (نام علمی: Ciconia boyciana) نام یک گونه از سرده لک‌لک‌های راستین است.